# Adamo contro Eva
Adamo contro Eva (Guerra dos sexos) è una telenovela brasiliana prodotta e trasmessa da TV Globo dal 6 giugno 1983 al 7 gennaio 1984 come telenovela delle sette, orario tipico delle novelas caratterizzate da una trama con tematiche leggere. La telenovela è stata diretta da Jorge Fernando e Guel Arraes.
La trama, scritta da Silvio de Abreu e Carlos Lombardi, è incentrata sui contrasti tra uomini e donne.

## Trama
Protagonisti del serial sono Charlô (Fernanda Montenegro) e Otávio (Paulo Autran), cugini di primo grado, cresciuti insieme tanto da avere vissuto anche una storia d'amore in fase adolescenziale. Con gli anni, però, i due sono diventati acerrimi nemici, e si odiano a tal punto da mantenere qualunque distanza l'uno dall'altra. Il destino, però, gioca loro un brutto scherzo. Uno zio milionario lascia loro una preziosa eredità della quale potranno usufruire solo se vivranno nella stessa casa e lavoreranno gomito a gomito nella stessa azienda di famiglia. I due cugini accettano la sfida, creando, soprattutto a livello professionale, squadre contrapposte di donne contro uomini.
Oltre all'intrigo principale, raccontato con ironia e sarcasmo (Silvio de Abreu affermò di essersi molto ispirato alle commedie hollywoodiane degli anni '30), vengono sviluppate storie parallele, in primis la lotta senza esclusione di colpi tra Juliana (Maitê Proença) e Analu (Ângela Figueiredo) per conquistare l'amore di Nando (Mário Gomes). Nonostante le due facciano di tutto per sedurre l'uomo, questi si innamorerà di una terza donna, Roberta (Gloria Menezes).

## Produzione e censura
La censura trovò immorali alcuni personaggi dello sceneggiato; fu molto critica riguardo al rapporto troppo "liberale" tra Vania e Roberta e non approvò una scena in cui Carolina si recava nell'appartamento del donnaiolo Felipe.

Durante le registrazioni della telenovela, Paulo Autran fu colpito da infarto, e rientrò nella serie con un secondo personaggio. Anche Fernanda Montenegro interpretò un altro personaggio oltre a quello principale, e cioè Altamiranda, cugina di Charlotte.

## Distribuzione
La telenovela fu distribuita in molti paesi stranieri tra cui Bolivia, Canada, Cile, Ecuador, Nicaragua, Paraguay, Perù, Portogallo, Repubblica Dominicana, Spagna, Stati Uniti d'America, Uruguay e Venezuela. In Italia la telenovela è stata trasmessa in 150 episodi da Telemontecarlo dal 21 settembre 1987 al 22 aprile 1988.

## Sigle
La telenovela aveva come sigla la canzone Guerra dos sexos della band The Fevers. La sigla della versione italiana si intitolava Guerra dei sessi ed era eseguita da Franco Verini.

## Riconoscimenti
La telenovela ottenne il premio APCA (Associação Paulista de Criticos de Arte).

## Remake
Tra il 2012 e il 2013, Rede Globo ha prodotto e trasmesso un remake in 179 puntate di Adamo contro Eva. La nuova versione è stata interpretata da Tony Ramos e Irene Ravache nei ruoli principali.